# Tanlili (Oula)
Pour les articles homonymes, voir Tanlili.
Tanlili est une localité située dans le département de Oula de la province du Yatenga dans la région Nord au Burkina Faso.

## Géographie
Tanlili se trouve à environ 20 km au sud-est de Oula, le chef-lieu du département, et à environ 40 km au sud-est du centre de Ouahigouya. Le village se situe à 9 km au sud de Nongofaire et de la route nationale 15.

## Santé et éducation
Le centre de soins le plus proche de Tanlili est le centre de santé et de promotion sociale (CSPS) de Nongofaire tandis que le centre hospitalier régional (CHR) se trouve à Ouahigouya.